# Championnat d'Europe féminin de basket-ball des moins de 18 ans
Cet article traite de l'épreuve féminine. Pour la compétition masculine, voir Championnat d'Europe masculin de basket-ball des moins de 18 ans.
Le Championnat d’Europe féminin de basket-ball des moins de 18 ans est une compétition féminine de basket-ball qui oppose les meilleures sélections nationales d’Europe des joueuses de 18 ans et moins. Elle était organisée par la FIBA Europe tous les 2 ans depuis 1965. Depuis 2004, la compétition a lieu tous les ans et le championnat est divisé en 3 divisions suivant le niveau de la sélection nationale. Le titre de champion d'Europe se joue donc entre les 16 sélections de la Division A. La même année (mais pas à la même période et pas dans le même pays) se déroulent le championnat de Division B et le championnat de Division C, regroupant respectivement 18 sélections nationales et 7 sélections nationales. Les cinq premières équipes de la compétition, se déroulant une année paire, se qualifient directement pour la coupe du monde féminine de basket-ball des 19 ans et moins.
L'édition 2020 est annulée par la FIBA Europe, en raison de la pandémie de coronavirus.
Les championnes en titre sont la Slovénie.

## Division A

### Palmarès
| Éd. | Année | Pays hôte                                                                                                  | Finale | Finale | Finale | Petite finale                                                                                              | Petite finale                                                                                              | Petite finale                                                                                              | Meilleure joueuse                                                                                          | |
| Éd. | Année | Pays hôte                                                                                                  | Champion                                                                                                   | Score | Deuxième                                                                                                   | Troisième                                                                                                  | Score | Quatrième                                                                                                  | Meilleure joueuse                                                                                          | |
| --- | ----- | --- | --- | --- | --- | --- | --- | --- | --- | --- |
| 1re | 1965  | Bulgarie                                                                                                   | URSS | - | Yougoslavie                                                                                                | Tchécoslovaquie                                                                                            | - | Pologne | Non décerné                                                                                                | |
| 2e  | 1967  | Italie | URSS (2)                                                                                                   | - | Tchécoslovaquie                                                                                            | Yougoslavie                                                                                                | - | Bulgarie                                                                                                   | Non décerné                                                                                                | |
| 3e  | 1969  | Allemagne de l'Ouest                                                                                       | URSS (3)                                                                                                   | - | Bulgarie                                                                                                   | Yougoslavie                                                                                                | - | Pologne | Non décerné                                                                                                | |
| 4e  | 1971  | Yougoslavie                                                                                                | URSS (4)                                                                                                   | 76-52 | Tchécoslovaquie                                                                                            | Bulgarie                                                                                                   | 62-52 | Italie | Non décerné                                                                                                | |
| 5e  | 1973  | Italie | URSS (5)                                                                                                   | 68-47 | Yougoslavie                                                                                                | Italie | 50-48 | Bulgarie                                                                                                   | Non décerné                                                                                                | |
| 6e  | 1975  | Espagne | Tchécoslovaquie                                                                                            | 53-48 | Pologne | URSS | 80-57 | Bulgarie                                                                                                   | Non décerné                                                                                                | |
| 7e  | 1977  | Bulgarie                                                                                                   | URSS (6)                                                                                                   | 96-53 | Pologne | Tchécoslovaquie                                                                                            | 61-50 | Yougoslavie                                                                                                | Non décerné                                                                                                | |
| 8e  | 1979  | Italie | URSS (7)                                                                                                   | - | Hongrie | Tchécoslovaquie                                                                                            | - | Yougoslavie                                                                                                | Non décerné                                                                                                | |
| 9e  | 1981  | Hongrie | URSS (8)                                                                                                   | 74-61 | France | Bulgarie                                                                                                   | 90-59 | Hongrie | Non décerné                                                                                                | |
| 10e | 1983  | Italie | Tchécoslovaquie (2)                                                                                        | 90-80 | URSS | Italie | 66-46 | Yougoslavie                                                                                                | Non décerné                                                                                                | |
| 11e | 1984  | Espagne | Yougoslavie                                                                                                | 67-61 | URSS | Tchécoslovaquie                                                                                            | 68-61 | Espagne | Non décerné                                                                                                | |
| 12e | 1986  | Italie | URSS (9)                                                                                                   | 71-70 | Yougoslavie                                                                                                | Italie | 62-56 | Pologne | Non décerné                                                                                                | |
| 13e | 1988  | Bulgarie                                                                                                   | URSS (10)                                                                                                  | 73-56 | Tchécoslovaquie                                                                                            | Yougoslavie                                                                                                | 82-58 | Bulgarie                                                                                                   | Non décerné                                                                                                | |
| 14e | 1990  | Espagne | URSS (11)                                                                                                  | 79-76 | Espagne | Roumanie                                                                                                   | 67-65 | Tchécoslovaquie                                                                                            | Non décerné                                                                                                | |
| 15e | 1992  | Grèce | CEI | 86-60 | Bulgarie                                                                                                   | Pologne | 67-62 | France | Non décerné                                                                                                | |
| 16e | 1994  | Bulgarie                                                                                                   | Italie | 74-68 | Espagne | Hongrie | 63-56 | Russie | Non décerné                                                                                                | |
| 17e | 1996  | Slovaquie                                                                                                  | Russie | 69-59 | Slovaquie                                                                                                  | Rép. tchèque                                                                                               | 66-50 | Espagne | Non décerné                                                                                                | |
| 18e | 1998  | Turquie | Espagne | 78-52 | Slovaquie                                                                                                  | Russie | 79-72 | Rép. tchèque                                                                                               | Non décerné                                                                                                | |
| 19e | 2000  | Pologne | Russie (2)                                                                                                 | 64-51 | Rép. tchèque                                                                                               | Pologne | 75-44 | Lituanie                                                                                                   | Non décerné                                                                                                | |
| 20e | 2002  | Slovénie                                                                                                   | Russie (3)                                                                                                 | 60-56 | France | Rép. tchèque                                                                                               | 83-56 | Slovaquie                                                                                                  | Non décerné                                                                                                | |
| 21e | 2004  | Slovaquie                                                                                                  | Russie (4)                                                                                                 | 77-59 | Espagne | Hongrie | 73-63 | Serbie-et-Monténégro                                                                                       | Non décerné                                                                                                | |
| 22e | 2005  | Hongrie | Serbie-et-Monténégro                                                                                       | 66-52 | Espagne | France | 77-66 | Rép. tchèque                                                                                               | Non décerné                                                                                                | |
| 23e | 2006  | Espagne | Espagne (2)                                                                                                | 78-74 | Serbie-et-Monténégro                                                                                       | Suède | 62-57 | Rép. tchèque                                                                                               | Non décerné                                                                                                | |
| 24e | 2007  | Serbie | Serbie | 72-48 | Espagne | Russie | 71-65 | Pologne | Non décerné                                                                                                | |
| 25e | 2008  | Slovaquie                                                                                                  | Lituanie                                                                                                   | 63-57 | Russie | Rép. tchèque                                                                                               | 70-61 | France | Rinkevičiūtė                                                                                               | |
| 26e | 2009  | Suède | Espagne (3)                                                                                                | 64-54 | France | Suède | 67-54 | Rép. tchèque                                                                                               | Forsman | |
| 27e | 2010  | Slovaquie                                                                                                  | Italie (2)                                                                                                 | 66-61 | Espagne | France | 63-44 | Slovénie                                                                                                   | Barič | |
| 28e | 2011  | Roumanie                                                                                                   | Belgique                                                                                                   | 77-49 | France | Espagne | 85-69 | Suède | Meesseman                                                                                                  | |
| 29e | 2012  | Roumanie                                                                                                   | France | 65-61 | Russie | Serbie | 59-46 | Pays-Bas                                                                                                   | Époupa | |
| 30e | 2013  | Croatie | Espagne (4)                                                                                                | 60-46 | France | Serbie | 57-56 | Pays-Bas                                                                                                   | Romero | |
| 31e | 2014  | Portugal                                                                                                   | Russie (5)                                                                                                 | 57-53 | France | Espagne | 74-69 | Serbie | Kolosovskaia                                                                                               | |
| 32e | 2015  | Slovénie                                                                                                   | Espagne (5)                                                                                                | 76-60 | France | Russie | 71-52 | Italie | Salvadores                                                                                                 | |
| 33e | 2016  | Hongrie | France (2)                                                                                                 | 74-44 | Espagne | Russie | 65-58 | Lettonie                                                                                                   | Chartereau                                                                                                 | |
| 34e | 2017  | Hongrie | Belgique (2)                                                                                               | 55-53 | Serbie | France | 55-48 | Rép. tchèque                                                                                               | Massey | |
| 35e | 2018  | Italie | Allemagne                                                                                                  | 67-54 | Espagne | Hongrie | 58-56 | Lettonie                                                                                                   | Sabally | |
| 36e | 2019  | Bosnie-et-Herzégovine                                                                                      | Italie (3)                                                                                                 | 70-62 | Hongrie | France | 77-45 | Russie | Panzera | |
| -   | 2020  | Tournoi annulé en raison de la pandémie de coronavirus                                                     | Tournoi annulé en raison de la pandémie de coronavirus                                                     | Tournoi annulé en raison de la pandémie de coronavirus                                                     | Tournoi annulé en raison de la pandémie de coronavirus                                                     | Tournoi annulé en raison de la pandémie de coronavirus                                                     | Tournoi annulé en raison de la pandémie de coronavirus                                                     | Tournoi annulé en raison de la pandémie de coronavirus                                                     | Tournoi annulé en raison de la pandémie de coronavirus                                                     | Tournoi annulé en raison de la pandémie de coronavirus                                                     |
| -   | 2021  | Tournoi annulé en raison de la pandémie de coronavirus et remplacé par les Challengers européens 2021 (en) | Tournoi annulé en raison de la pandémie de coronavirus et remplacé par les Challengers européens 2021 (en) | Tournoi annulé en raison de la pandémie de coronavirus et remplacé par les Challengers européens 2021 (en) | Tournoi annulé en raison de la pandémie de coronavirus et remplacé par les Challengers européens 2021 (en) | Tournoi annulé en raison de la pandémie de coronavirus et remplacé par les Challengers européens 2021 (en) | Tournoi annulé en raison de la pandémie de coronavirus et remplacé par les Challengers européens 2021 (en) | Tournoi annulé en raison de la pandémie de coronavirus et remplacé par les Challengers européens 2021 (en) | Tournoi annulé en raison de la pandémie de coronavirus et remplacé par les Challengers européens 2021 (en) | Tournoi annulé en raison de la pandémie de coronavirus et remplacé par les Challengers européens 2021 (en) |
| 37e | 2022  | Grèce | Lituanie (2)                                                                                               | 78-75 | Espagne | France | 58-56 | Allemagne                                                                                                  | Jocytė | |
| 38e | 2023  | Turquie | Slovénie                                                                                                   | 63-61 | France | Espagne | 80-62 | Serbie | Sivka | |
| 39e | 2024  | Portugal                                                                                                   | France (3)                                                                                                 | 80-70 | Espagne | Serbie | 72-56 | Israël | Angloma | |
| 40e | 2025  | Espagne | Espagne (6)                                                                                                | 81–72 | Finlande                                                                                                   | France | 72–47 | Belgique                                                                                                   | Okeke | |

### Médailles par pays
Tableau actualisé après le championnat 2024.
| Rang | Nation               | Or | Argent | Bronze | Total |
| ---- | -------------------- | -- | ------ | ------ | ----- |
| 1    | Union soviétique     | 11 | 2      | 1      | 14    |
| 2    | Espagne              | 6  | 9      | 3      | 18    |
| 3    | Russie               | 5  | 2      | 4      | 11    |
| 4    | France               | 3  | 8      | 6      | 17    |
| 5    | Italie               | 3  | 0      | 3      | 6     |
| 6    | Tchécoslovaquie      | 2  | 3      | 4      | 9     |
| 7    | Belgique             | 2  | 0      | 0      | 2     |
| 7    | Lituanie             | 2  | 0      | 0      | 2     |
| 9    | Yougoslavie          | 1  | 3      | 3      | 7     |
| 10   | / Serbie             | 1  | 1      | 2      | 4     |
| 11   | Serbie-et-Monténégro | 1  | 1      | 0      | 2     |
| 12   | CEI                  | 1  | 0      | 0      | 1     |
| 12   | Allemagne            | 1  | 0      | 0      | 1     |
| 12   | Slovénie             | 1  | 0      | 0      | 1     |
| 15   | Hongrie              | 0  | 2      | 3      | 5     |
| 16   | / Bulgarie           | 0  | 2      | 2      | 4     |
| 16   | Pologne              | 0  | 2      | 2      | 4     |
| 18   | Slovaquie            | 0  | 2      | 0      | 2     |
| 19   | République tchèque   | 0  | 1      | 3      | 4     |
| 20   | Finlande             | 0  | 1      | 0      | 1     |
| 21   | Suède                | 0  | 0      | 2      | 2     |
| 22   | Roumanie             | 0  | 0      | 1      | 1     |

### Détail par pays
| Équipe                                     | 1965                                                                        | 1967                                                                        | 1969                                                                        | 1971                                                                        | 1973                                                                        | 1975                                                                        | 1977                                                                        | 1979                                                                        | 1981                                                                        | 1983                                                                        | 1984                                                                        | 1986                                                                        | 1988                                                                        | 1990                                                                        | 1992                                                                        | 1994                                                                        | 1996                                                                        | 1998                                                                        | 2000                                                                        | 2002                                                                        | 2004                                                        | 2005                                                        | 2006                                                        | 2007                                                        | 2008                                                        | 2009                                                        | 2010                                                        | 2011                                                        | 2012                                                        | 2013                                                        | 2014                                                        | 2015                                                        | 2016                                                        | 2017                                                        | 2018                                                        | 2019                                                        | 2022                                                        | 2023                                                        | 2024                                             | Total |
| ------------------------------------------ | --------------------------------------------------------------------------- | --------------------------------------------------------------------------- | --------------------------------------------------------------------------- | --------------------------------------------------------------------------- | --------------------------------------------------------------------------- | --------------------------------------------------------------------------- | --------------------------------------------------------------------------- | --------------------------------------------------------------------------- | --------------------------------------------------------------------------- | --------------------------------------------------------------------------- | --------------------------------------------------------------------------- | --------------------------------------------------------------------------- | --------------------------------------------------------------------------- | --------------------------------------------------------------------------- | --------------------------------------------------------------------------- | --------------------------------------------------------------------------- | --------------------------------------------------------------------------- | --------------------------------------------------------------------------- | --------------------------------------------------------------------------- | --------------------------------------------------------------------------- | ----------------------------------------------------------- | ----------------------------------------------------------- | ----------------------------------------------------------- | ----------------------------------------------------------- | ----------------------------------------------------------- | ----------------------------------------------------------- | ----------------------------------------------------------- | ----------------------------------------------------------- | ----------------------------------------------------------- | ----------------------------------------------------------- | ----------------------------------------------------------- | ----------------------------------------------------------- | ----------------------------------------------------------- | ----------------------------------------------------------- | ----------------------------------------------------------- | ----------------------------------------------------------- | ----------------------------------------------------------- | ----------------------------------------------------------- | ------------------------------------------------ | ----- |
| Allemagne de l’Est                         | 9e                                                                          |                                                                             |                                                                             |                                                                             |                                                                             |                                                                             |                                                                             |                                                                             |                                                                             |                                                                             |                                                                             |                                                                             |                                                                             |                                                                             | Disparu, remplacé par l'Allemagne                                           | Disparu, remplacé par l'Allemagne                                           | Disparu, remplacé par l'Allemagne                                           | Disparu, remplacé par l'Allemagne                                           | Disparu, remplacé par l'Allemagne                                           | Disparu, remplacé par l'Allemagne                                           | Disparu, remplacé par l'Allemagne                           | Disparu, remplacé par l'Allemagne                           | Disparu, remplacé par l'Allemagne                           | Disparu, remplacé par l'Allemagne                           | Disparu, remplacé par l'Allemagne                           | Disparu, remplacé par l'Allemagne                           | Disparu, remplacé par l'Allemagne                           | Disparu, remplacé par l'Allemagne                           | Disparu, remplacé par l'Allemagne                           | Disparu, remplacé par l'Allemagne                           | Disparu, remplacé par l'Allemagne                           | Disparu, remplacé par l'Allemagne                           | Disparu, remplacé par l'Allemagne                           | Disparu, remplacé par l'Allemagne                           | Disparu, remplacé par l'Allemagne                           | Disparu, remplacé par l'Allemagne                           | Disparu, remplacé par l'Allemagne                           | Disparu, remplacé par l'Allemagne                           | Disparu, remplacé par l'Allemagne                | 1     |
| Allemagne de l'Ouest / Allemagne           | 11e                                                                         | 11e                                                                         | 11e                                                                         |                                                                             | 10e                                                                         | 11e                                                                         |                                                                             |                                                                             |                                                                             | 10e                                                                         | 10e                                                                         | 8e                                                                          | 12e                                                                         | 10e                                                                         |                                                                             |                                                                             | 8e                                                                          |                                                                             | 7e                                                                          |                                                                             | 12e                                                         | 9e                                                          | 12e                                                         | 15e                                                         |                                                             |                                                             |                                                             |                                                             |                                                             |                                                             |                                                             |                                                             |                                                             |                                                             | 1er                                                         | 6e                                                          | 4e                                                          | 11e                                                         | 15e                                              | 21    |
| Angleterre                                 |                                                                             |                                                                             |                                                                             |                                                                             |                                                                             |                                                                             |                                                                             |                                                                             |                                                                             |                                                                             |                                                                             |                                                                             |                                                                             |                                                                             |                                                                             |                                                                             |                                                                             |                                                                             |                                                                             |                                                                             |                                                             |                                                             |                                                             |                                                             |                                                             |                                                             |                                                             |                                                             |                                                             |                                                             | 16e                                                         |                                                             |                                                             |                                                             | Grande-Bretagne                                             | Grande-Bretagne                                             | Grande-Bretagne                                             | Grande-Bretagne                                             | Grande-Bretagne                                  | 1     |
| Autriche                                   |                                                                             |                                                                             |                                                                             |                                                                             |                                                                             | 12e                                                                         |                                                                             |                                                                             |                                                                             |                                                                             |                                                                             |                                                                             |                                                                             |                                                                             |                                                                             |                                                                             |                                                                             |                                                                             |                                                                             |                                                                             |                                                             |                                                             |                                                             |                                                             |                                                             |                                                             |                                                             |                                                             |                                                             |                                                             |                                                             |                                                             |                                                             |                                                             |                                                             |                                                             |                                                             |                                                             |                                                  | 1     |
| Belgique                                   |                                                                             | 12e                                                                         |                                                                             | 9e                                                                          | 12e                                                                         |                                                                             |                                                                             | 12e                                                                         |                                                                             | 12e                                                                         |                                                                             |                                                                             | 7e                                                                          |                                                                             |                                                                             | 11e                                                                         |                                                                             |                                                                             |                                                                             |                                                                             |                                                             | 11e                                                         | 15e                                                         |                                                             |                                                             | 11e                                                         | 13e                                                         | 1er                                                         | 15e                                                         |                                                             | 5e                                                          | 7e                                                          | 6e                                                          | 1er                                                         | 5e                                                          | 12e                                                         | 12e                                                         | 9e                                                          | 7e                                               | 22    |
| Biélorussie                                | Union soviétique puis CEI en 1992                                           | Union soviétique puis CEI en 1992                                           | Union soviétique puis CEI en 1992                                           | Union soviétique puis CEI en 1992                                           | Union soviétique puis CEI en 1992                                           | Union soviétique puis CEI en 1992                                           | Union soviétique puis CEI en 1992                                           | Union soviétique puis CEI en 1992                                           | Union soviétique puis CEI en 1992                                           | Union soviétique puis CEI en 1992                                           | Union soviétique puis CEI en 1992                                           | Union soviétique puis CEI en 1992                                           | Union soviétique puis CEI en 1992                                           | Union soviétique puis CEI en 1992                                           | Union soviétique puis CEI en 1992                                           |                                                                             |                                                                             |                                                                             |                                                                             |                                                                             | 10e                                                         |                                                             | 9e                                                          | 14e                                                         | 13e                                                         | 15e                                                         |                                                             |                                                             |                                                             | 15e                                                         |                                                             |                                                             |                                                             |                                                             |                                                             | 9e                                                          |                                                             |                                                             |                                                  | 7     |
| Bosnie-Herzégovine                         | Yougoslavie                                                                 | Yougoslavie                                                                 | Yougoslavie                                                                 | Yougoslavie                                                                 | Yougoslavie                                                                 | Yougoslavie                                                                 | Yougoslavie                                                                 | Yougoslavie                                                                 | Yougoslavie                                                                 | Yougoslavie                                                                 | Yougoslavie                                                                 | Yougoslavie                                                                 | Yougoslavie                                                                 | Yougoslavie                                                                 |                                                                             |                                                                             |                                                                             |                                                                             |                                                                             |                                                                             |                                                             |                                                             |                                                             |                                                             |                                                             |                                                             |                                                             |                                                             |                                                             |                                                             |                                                             |                                                             |                                                             | 12e                                                         | 13e                                                         | 14e                                                         | 16e                                                         |                                                             |                                                  | 4     |
| Bulgarie                                   | 5e                                                                          | 4e                                                                          | 2e                                                                          | 3e                                                                          | 4e                                                                          | 4e                                                                          | 9e                                                                          | 8e                                                                          | 3e                                                                          | 5e                                                                          | 6e                                                                          |                                                                             | 4e                                                                          | 8e                                                                          | 2e                                                                          | 8e                                                                          |                                                                             | 11e                                                                         | 11e                                                                         |                                                                             | 8e                                                          | 12e                                                         | 8e                                                          | 13e                                                         | 12e                                                         | 16e                                                         |                                                             |                                                             |                                                             |                                                             |                                                             |                                                             |                                                             |                                                             |                                                             |                                                             |                                                             |                                                             |                                                  | 23    |
| CEI                                        | Union soviétique                                                            | Union soviétique                                                            | Union soviétique                                                            | Union soviétique                                                            | Union soviétique                                                            | Union soviétique                                                            | Union soviétique                                                            | Union soviétique                                                            | Union soviétique                                                            | Union soviétique                                                            | Union soviétique                                                            | Union soviétique                                                            | Union soviétique                                                            | Union soviétique                                                            | 1er                                                                         | Disparu                                                                     | Disparu                                                                     | Disparu                                                                     | Disparu                                                                     | Disparu                                                                     | Disparu                                                     | Disparu                                                     | Disparu                                                     | Disparu                                                     | Disparu                                                     | Disparu                                                     | Disparu                                                     | Disparu                                                     | Disparu                                                     | Disparu                                                     | Disparu                                                     | Disparu                                                     | Disparu                                                     | Disparu                                                     | Disparu                                                     | Disparu                                                     | Disparu                                                     | Disparu                                                     | Disparu                                          | 1     |
| Croatie                                    | Yougoslavie                                                                 | Yougoslavie                                                                 | Yougoslavie                                                                 | Yougoslavie                                                                 | Yougoslavie                                                                 | Yougoslavie                                                                 | Yougoslavie                                                                 | Yougoslavie                                                                 | Yougoslavie                                                                 | Yougoslavie                                                                 | Yougoslavie                                                                 | Yougoslavie                                                                 | Yougoslavie                                                                 | Yougoslavie                                                                 |                                                                             |                                                                             |                                                                             | 8e                                                                          |                                                                             | 8e                                                                          |                                                             | 15e                                                         |                                                             |                                                             | 16e                                                         |                                                             |                                                             |                                                             | 7e                                                          | 13e                                                         | 8e                                                          | 9e                                                          | 12e                                                         | 9e                                                          | 9e                                                          | 15e                                                         |                                                             |                                                             | 14e                                              | 13    |
| Écosse                                     |                                                                             |                                                                             |                                                                             | 11e                                                                         |                                                                             |                                                                             |                                                                             |                                                                             |                                                                             |                                                                             |                                                                             |                                                                             |                                                                             |                                                                             |                                                                             |                                                                             |                                                                             |                                                                             |                                                                             |                                                                             |                                                             |                                                             |                                                             |                                                             |                                                             |                                                             |                                                             |                                                             |                                                             |                                                             |                                                             |                                                             |                                                             |                                                             | Grande-Bretagne                                             | Grande-Bretagne                                             | Grande-Bretagne                                             | Grande-Bretagne                                             | Grande-Bretagne                                  | 1     |
| Espagne                                    |                                                                             |                                                                             |                                                                             |                                                                             | 8e                                                                          | 6e                                                                          | 11e                                                                         |                                                                             | 9e                                                                          | 8e                                                                          | 4e                                                                          | 12e                                                                         | 6e                                                                          | 2e                                                                          | 5e                                                                          | 2e                                                                          | 4e                                                                          | 1er                                                                         | 6e                                                                          | 5e                                                                          | 2e                                                          | 2e                                                          | 1er                                                         | 2e                                                          | 5e                                                          | 1er                                                         | 2e                                                          | 3e                                                          | 5e                                                          | 1er                                                         | 3e                                                          | 1er                                                         | 2e                                                          | 6e                                                          | 2e                                                          | 5e                                                          | 2e                                                          | 3e                                                          | 2e                                               | 34    |
| Estonie                                    | Union soviétique puis CEI en 1992                                           | Union soviétique puis CEI en 1992                                           | Union soviétique puis CEI en 1992                                           | Union soviétique puis CEI en 1992                                           | Union soviétique puis CEI en 1992                                           | Union soviétique puis CEI en 1992                                           | Union soviétique puis CEI en 1992                                           | Union soviétique puis CEI en 1992                                           | Union soviétique puis CEI en 1992                                           | Union soviétique puis CEI en 1992                                           | Union soviétique puis CEI en 1992                                           | Union soviétique puis CEI en 1992                                           | Union soviétique puis CEI en 1992                                           | Union soviétique puis CEI en 1992                                           | Union soviétique puis CEI en 1992                                           |                                                                             |                                                                             |                                                                             |                                                                             |                                                                             |                                                             |                                                             |                                                             |                                                             |                                                             |                                                             |                                                             |                                                             |                                                             |                                                             |                                                             | 16e                                                         |                                                             |                                                             |                                                             |                                                             |                                                             |                                                             |                                                  | 1     |
| Finlande                                   |                                                                             |                                                                             |                                                                             |                                                                             |                                                                             |                                                                             | 8e                                                                          | 7e                                                                          | 8e                                                                          |                                                                             |                                                                             |                                                                             |                                                                             |                                                                             |                                                                             |                                                                             |                                                                             |                                                                             |                                                                             | 11e                                                                         |                                                             |                                                             |                                                             |                                                             |                                                             |                                                             |                                                             |                                                             |                                                             |                                                             |                                                             |                                                             |                                                             |                                                             |                                                             |                                                             | 7e                                                          | 10e                                                         | 8e                                               | 7     |
| France                                     | 8e                                                                          | 9e                                                                          |                                                                             |                                                                             | 11e                                                                         | 10e                                                                         | 10e                                                                         | 10e                                                                         | 2e                                                                          | 7e                                                                          | 11e                                                                         | 6e                                                                          | 9e                                                                          | 7e                                                                          | 4e                                                                          | 5e                                                                          | 7e                                                                          | 10e                                                                         | 5e                                                                          | 2e                                                                          | 5e                                                          | 3e                                                          | 6e                                                          | 7e                                                          | 4e                                                          | 2e                                                          | 3e                                                          | 2e                                                          | 1er                                                         | 2e                                                          | 2e                                                          | 2e                                                          | 1er                                                         | 3e                                                          | 7e                                                          | 3e                                                          | 3e                                                          | 2e                                                          | 1er                                              | 37    |
| Grèce                                      |                                                                             |                                                                             |                                                                             |                                                                             |                                                                             |                                                                             |                                                                             |                                                                             |                                                                             |                                                                             |                                                                             |                                                                             |                                                                             | 12e                                                                         | 10e                                                                         | 9e                                                                          | 5e                                                                          |                                                                             | 8e                                                                          | 7e                                                                          |                                                             | 14e                                                         | 16e                                                         |                                                             |                                                             |                                                             |                                                             |                                                             | 11e                                                         | 10e                                                         | 14e                                                         |                                                             |                                                             | 16e                                                         |                                                             |                                                             | 14e                                                         |                                                             |                                                  | 13    |
| Hongrie                                    | 6e                                                                          | 6e                                                                          | 5e                                                                          | 7e                                                                          | 6e                                                                          | 5e                                                                          | 5e                                                                          | 2e                                                                          | 4e                                                                          | 6e                                                                          | 8e                                                                          | 9e                                                                          | 11e                                                                         | 9e                                                                          | 7e                                                                          | 3e                                                                          | 6e                                                                          |                                                                             |                                                                             |                                                                             | 3e                                                          | 6e                                                          | 7e                                                          | 16e                                                         |                                                             |                                                             | 15e                                                         |                                                             |                                                             |                                                             |                                                             | 13e                                                         | 5e                                                          | 5e                                                          | 3e                                                          | 2e                                                          | 11e                                                         | 5e                                                          | 6e                                               | 30    |
| Irlande                                    |                                                                             |                                                                             |                                                                             |                                                                             |                                                                             |                                                                             |                                                                             |                                                                             |                                                                             |                                                                             |                                                                             |                                                                             |                                                                             |                                                                             |                                                                             |                                                                             |                                                                             |                                                                             |                                                                             |                                                                             |                                                             |                                                             |                                                             |                                                             |                                                             |                                                             |                                                             |                                                             |                                                             |                                                             |                                                             |                                                             |                                                             |                                                             | 14e                                                         |                                                             |                                                             |                                                             |                                                  | 1     |
| Israël                                     |                                                                             | 10e                                                                         | 8e                                                                          | 8e                                                                          | 9e                                                                          | 9e                                                                          | 12e                                                                         |                                                                             |                                                                             |                                                                             |                                                                             |                                                                             | 10e                                                                         |                                                                             |                                                                             |                                                                             |                                                                             |                                                                             |                                                                             |                                                                             | 9e                                                          |                                                             |                                                             |                                                             |                                                             |                                                             |                                                             |                                                             |                                                             |                                                             |                                                             | 12e                                                         | 14e                                                         |                                                             |                                                             | 11e                                                         | 13e                                                         | 12e                                                         | 4e                                               | 14    |
| Italie                                     | 10e                                                                         | 7e                                                                          | 6e                                                                          | 4e                                                                          | 3e                                                                          | 8e                                                                          | 7e                                                                          | 5e                                                                          | 7e                                                                          | 3e                                                                          | 5e                                                                          | 3e                                                                          | 5e                                                                          | 6e                                                                          | 9e                                                                          | 1er                                                                         | 11e                                                                         | 7e                                                                          |                                                                             | 9e                                                                          |                                                             | 16e                                                         |                                                             | 8e                                                          | 14e                                                         | 10e                                                         | 1er                                                         | 10e                                                         | 8e                                                          | 6e                                                          | 7e                                                          | 4e                                                          | 7e                                                          | 10e                                                         | 10e                                                         | 1er                                                         | 5e                                                          | 13e                                                         | 9e                                               | 36    |
| Lettonie                                   | Union soviétique puis CEI en 1992                                           | Union soviétique puis CEI en 1992                                           | Union soviétique puis CEI en 1992                                           | Union soviétique puis CEI en 1992                                           | Union soviétique puis CEI en 1992                                           | Union soviétique puis CEI en 1992                                           | Union soviétique puis CEI en 1992                                           | Union soviétique puis CEI en 1992                                           | Union soviétique puis CEI en 1992                                           | Union soviétique puis CEI en 1992                                           | Union soviétique puis CEI en 1992                                           | Union soviétique puis CEI en 1992                                           | Union soviétique puis CEI en 1992                                           | Union soviétique puis CEI en 1992                                           | Union soviétique puis CEI en 1992                                           |                                                                             |                                                                             | 12e                                                                         | 10e                                                                         |                                                                             |                                                             |                                                             |                                                             |                                                             |                                                             | 7e                                                          | 16e                                                         |                                                             |                                                             |                                                             |                                                             |                                                             | 4e                                                          | 13e                                                         | 4e                                                          | 7e                                                          | 9e                                                          | 8e                                                          | 10e                                              | 11    |
| Lituanie                                   | Union soviétique puis CEI en 1992                                           | Union soviétique puis CEI en 1992                                           | Union soviétique puis CEI en 1992                                           | Union soviétique puis CEI en 1992                                           | Union soviétique puis CEI en 1992                                           | Union soviétique puis CEI en 1992                                           | Union soviétique puis CEI en 1992                                           | Union soviétique puis CEI en 1992                                           | Union soviétique puis CEI en 1992                                           | Union soviétique puis CEI en 1992                                           | Union soviétique puis CEI en 1992                                           | Union soviétique puis CEI en 1992                                           | Union soviétique puis CEI en 1992                                           | Union soviétique puis CEI en 1992                                           | Union soviétique puis CEI en 1992                                           |                                                                             | 10e                                                                         |                                                                             | 4e                                                                          |                                                                             |                                                             | 7e                                                          | 5e                                                          | 10e                                                         | 1er                                                         | 6e                                                          | 6e                                                          | 16e                                                         |                                                             |                                                             | 13e                                                         | 10e                                                         | 9e                                                          | 14e                                                         |                                                             | 13e                                                         | 1er                                                         | 16e                                                         |                                                  | 16    |
| Luxembourg                                 |                                                                             |                                                                             |                                                                             |                                                                             |                                                                             |                                                                             |                                                                             |                                                                             |                                                                             |                                                                             |                                                                             |                                                                             |                                                                             |                                                                             |                                                                             |                                                                             |                                                                             |                                                                             |                                                                             |                                                                             |                                                             |                                                             |                                                             |                                                             |                                                             |                                                             |                                                             |                                                             |                                                             |                                                             |                                                             |                                                             |                                                             |                                                             |                                                             |                                                             |                                                             |                                                             | 16e                                              | 1     |
| Pays-Bas                                   |                                                                             |                                                                             | 10e                                                                         | 10e                                                                         | 7e                                                                          |                                                                             |                                                                             | 11e                                                                         | 12e                                                                         |                                                                             | 9e                                                                          | 7e                                                                          |                                                                             |                                                                             |                                                                             |                                                                             |                                                                             |                                                                             |                                                                             |                                                                             |                                                             |                                                             |                                                             |                                                             |                                                             |                                                             |                                                             | 5e                                                          | 4e                                                          | 4e                                                          | 6e                                                          | 8e                                                          | 16e                                                         |                                                             |                                                             |                                                             |                                                             |                                                             |                                                  | 13    |
| Pologne                                    | 4e                                                                          | 5e                                                                          | 4e                                                                          | 6e                                                                          | 5e                                                                          | 2e                                                                          | 2e                                                                          | 9e                                                                          | 11e                                                                         | 11e                                                                         | 12e                                                                         | 4e                                                                          | 8e                                                                          | 11e                                                                         | 3e                                                                          | 12e                                                                         |                                                                             | 6e                                                                          | 3e                                                                          | 6e                                                                          |                                                             | 13e                                                         | 14e                                                         | 4e                                                          | 8e                                                          | 12e                                                         | 11e                                                         | 6e                                                          | 14e                                                         |                                                             | 12e                                                         | 14e                                                         |                                                             |                                                             | 11e                                                         | 10e                                                         | 8e                                                          | 7e                                                          | 10e                                              | 34    |
| Portugal                                   |                                                                             |                                                                             |                                                                             |                                                                             |                                                                             |                                                                             |                                                                             |                                                                             |                                                                             |                                                                             |                                                                             |                                                                             |                                                                             |                                                                             |                                                                             |                                                                             |                                                                             |                                                                             |                                                                             |                                                                             |                                                             |                                                             |                                                             |                                                             |                                                             |                                                             |                                                             |                                                             |                                                             | 9e                                                          | 9e                                                          | 15e                                                         |                                                             |                                                             |                                                             |                                                             |                                                             | 15e                                                         | 5e                                               | 5     |
| République tchèque                         | Précédé par la Tchécoslovaquie                                              | Précédé par la Tchécoslovaquie                                              | Précédé par la Tchécoslovaquie                                              | Précédé par la Tchécoslovaquie                                              | Précédé par la Tchécoslovaquie                                              | Précédé par la Tchécoslovaquie                                              | Précédé par la Tchécoslovaquie                                              | Précédé par la Tchécoslovaquie                                              | Précédé par la Tchécoslovaquie                                              | Précédé par la Tchécoslovaquie                                              | Précédé par la Tchécoslovaquie                                              | Précédé par la Tchécoslovaquie                                              | Précédé par la Tchécoslovaquie                                              | Précédé par la Tchécoslovaquie                                              | Précédé par la Tchécoslovaquie                                              | 10e                                                                         | 3e                                                                          | 4e                                                                          | 2e                                                                          | 3e                                                                          |                                                             | 4e                                                          | 4e                                                          | 6e                                                          | 3e                                                          | 4e                                                          | 14e                                                         | 9e                                                          | 13e                                                         | 11e                                                         | 11e                                                         | 6e                                                          | 13e                                                         | 4e                                                          | 6e                                                          | 8e                                                          | 6e                                                          | 14e                                                         |                                                  | 22    |
| Roumanie                                   | 7e                                                                          | 8e                                                                          | 9e                                                                          |                                                                             |                                                                             |                                                                             | 6e                                                                          | 6e                                                                          |                                                                             |                                                                             |                                                                             | 5e                                                                          |                                                                             | 3e                                                                          | 8e                                                                          | 7e                                                                          |                                                                             |                                                                             |                                                                             | 12e                                                                         |                                                             |                                                             |                                                             |                                                             | 15e                                                         |                                                             |                                                             | 12e                                                         | 16e                                                         |                                                             |                                                             |                                                             |                                                             |                                                             |                                                             |                                                             |                                                             |                                                             |                                                  | 13    |
| Russie                                     | Précédé par l'Union soviétique puis le CEI en 1992                          | Précédé par l'Union soviétique puis le CEI en 1992                          | Précédé par l'Union soviétique puis le CEI en 1992                          | Précédé par l'Union soviétique puis le CEI en 1992                          | Précédé par l'Union soviétique puis le CEI en 1992                          | Précédé par l'Union soviétique puis le CEI en 1992                          | Précédé par l'Union soviétique puis le CEI en 1992                          | Précédé par l'Union soviétique puis le CEI en 1992                          | Précédé par l'Union soviétique puis le CEI en 1992                          | Précédé par l'Union soviétique puis le CEI en 1992                          | Précédé par l'Union soviétique puis le CEI en 1992                          | Précédé par l'Union soviétique puis le CEI en 1992                          | Précédé par l'Union soviétique puis le CEI en 1992                          | Précédé par l'Union soviétique puis le CEI en 1992                          | Précédé par l'Union soviétique puis le CEI en 1992                          | 4e                                                                          | 1er                                                                         | 3e                                                                          | 1er                                                                         | 1er                                                                         | 1er                                                         | 5e                                                          | 11e                                                         | 3e                                                          | 2e                                                          | 9e                                                          | 5e                                                          | 13e                                                         | 2e                                                          | 5e                                                          | 1er                                                         | 3e                                                          | 3e                                                          | 11e                                                         | 8e                                                          | 4e                                                          |                                                             |                                                             |                                                  | 21    |
| Serbie                                     | Yougoslavie (1965-1991) puis République fédérale de Yougoslavie (1992-2003) | Yougoslavie (1965-1991) puis République fédérale de Yougoslavie (1992-2003) | Yougoslavie (1965-1991) puis République fédérale de Yougoslavie (1992-2003) | Yougoslavie (1965-1991) puis République fédérale de Yougoslavie (1992-2003) | Yougoslavie (1965-1991) puis République fédérale de Yougoslavie (1992-2003) | Yougoslavie (1965-1991) puis République fédérale de Yougoslavie (1992-2003) | Yougoslavie (1965-1991) puis République fédérale de Yougoslavie (1992-2003) | Yougoslavie (1965-1991) puis République fédérale de Yougoslavie (1992-2003) | Yougoslavie (1965-1991) puis République fédérale de Yougoslavie (1992-2003) | Yougoslavie (1965-1991) puis République fédérale de Yougoslavie (1992-2003) | Yougoslavie (1965-1991) puis République fédérale de Yougoslavie (1992-2003) | Yougoslavie (1965-1991) puis République fédérale de Yougoslavie (1992-2003) | Yougoslavie (1965-1991) puis République fédérale de Yougoslavie (1992-2003) | Yougoslavie (1965-1991) puis République fédérale de Yougoslavie (1992-2003) | Yougoslavie (1965-1991) puis République fédérale de Yougoslavie (1992-2003) | Yougoslavie (1965-1991) puis République fédérale de Yougoslavie (1992-2003) | Yougoslavie (1965-1991) puis République fédérale de Yougoslavie (1992-2003) | Yougoslavie (1965-1991) puis République fédérale de Yougoslavie (1992-2003) | Yougoslavie (1965-1991) puis République fédérale de Yougoslavie (1992-2003) | Yougoslavie (1965-1991) puis République fédérale de Yougoslavie (1992-2003) | Précédé par la Serbie-et-Monténégro                         | Précédé par la Serbie-et-Monténégro                         | Précédé par la Serbie-et-Monténégro                         | 1er                                                         | 6e                                                          | 5e                                                          | 12e                                                         | 8e                                                          | 3e                                                          | 3e                                                          | 4e                                                          | 11e                                                         | 11e                                                         | 2e                                                          | 12e                                                         | 16e                                                         |                                                             | 4e                                                          | 3e                                               | 15    |
| Serbie-et-Monténégro                       | Yougoslavie (1965-1991) puis République fédérale de Yougoslavie (1992-2003) | Yougoslavie (1965-1991) puis République fédérale de Yougoslavie (1992-2003) | Yougoslavie (1965-1991) puis République fédérale de Yougoslavie (1992-2003) | Yougoslavie (1965-1991) puis République fédérale de Yougoslavie (1992-2003) | Yougoslavie (1965-1991) puis République fédérale de Yougoslavie (1992-2003) | Yougoslavie (1965-1991) puis République fédérale de Yougoslavie (1992-2003) | Yougoslavie (1965-1991) puis République fédérale de Yougoslavie (1992-2003) | Yougoslavie (1965-1991) puis République fédérale de Yougoslavie (1992-2003) | Yougoslavie (1965-1991) puis République fédérale de Yougoslavie (1992-2003) | Yougoslavie (1965-1991) puis République fédérale de Yougoslavie (1992-2003) | Yougoslavie (1965-1991) puis République fédérale de Yougoslavie (1992-2003) | Yougoslavie (1965-1991) puis République fédérale de Yougoslavie (1992-2003) | Yougoslavie (1965-1991) puis République fédérale de Yougoslavie (1992-2003) | Yougoslavie (1965-1991) puis République fédérale de Yougoslavie (1992-2003) | Yougoslavie (1965-1991) puis République fédérale de Yougoslavie (1992-2003) | Yougoslavie (1965-1991) puis République fédérale de Yougoslavie (1992-2003) | Yougoslavie (1965-1991) puis République fédérale de Yougoslavie (1992-2003) | Yougoslavie (1965-1991) puis République fédérale de Yougoslavie (1992-2003) | Yougoslavie (1965-1991) puis République fédérale de Yougoslavie (1992-2003) | Yougoslavie (1965-1991) puis République fédérale de Yougoslavie (1992-2003) | 4e                                                          | 1er                                                         | 2e                                                          | Disparu, remplacé par la Serbie et le Monténégro            | Disparu, remplacé par la Serbie et le Monténégro            | Disparu, remplacé par la Serbie et le Monténégro            | Disparu, remplacé par la Serbie et le Monténégro            | Disparu, remplacé par la Serbie et le Monténégro            | Disparu, remplacé par la Serbie et le Monténégro            | Disparu, remplacé par la Serbie et le Monténégro            | Disparu, remplacé par la Serbie et le Monténégro            | Disparu, remplacé par la Serbie et le Monténégro            | Disparu, remplacé par la Serbie et le Monténégro            | Disparu, remplacé par la Serbie et le Monténégro            | Disparu, remplacé par la Serbie et le Monténégro            | Disparu, remplacé par la Serbie et le Monténégro            | Disparu, remplacé par la Serbie et le Monténégro            | Disparu, remplacé par la Serbie et le Monténégro            | Disparu, remplacé par la Serbie et le Monténégro | 3     |
| Slovaquie                                  | Précédé par la Tchécoslovaquie                                              | Précédé par la Tchécoslovaquie                                              | Précédé par la Tchécoslovaquie                                              | Précédé par la Tchécoslovaquie                                              | Précédé par la Tchécoslovaquie                                              | Précédé par la Tchécoslovaquie                                              | Précédé par la Tchécoslovaquie                                              | Précédé par la Tchécoslovaquie                                              | Précédé par la Tchécoslovaquie                                              | Précédé par la Tchécoslovaquie                                              | Précédé par la Tchécoslovaquie                                              | Précédé par la Tchécoslovaquie                                              | Précédé par la Tchécoslovaquie                                              | Précédé par la Tchécoslovaquie                                              | Précédé par la Tchécoslovaquie                                              | 6e                                                                          | 2e                                                                          | 2e                                                                          | 12e                                                                         | 4e                                                                          | 11e                                                         | 8e                                                          | 13e                                                         | 9e                                                          | 7e                                                          | 14e                                                         | 9e                                                          | 14e                                                         | 9e                                                          | 14e                                                         |                                                             |                                                             | 15e                                                         |                                                             |                                                             |                                                             |                                                             |                                                             |                                                  | 16    |
| Slovénie                                   | Yougoslavie                                                                 | Yougoslavie                                                                 | Yougoslavie                                                                 | Yougoslavie                                                                 | Yougoslavie                                                                 | Yougoslavie                                                                 | Yougoslavie                                                                 | Yougoslavie                                                                 | Yougoslavie                                                                 | Yougoslavie                                                                 | Yougoslavie                                                                 | Yougoslavie                                                                 | Yougoslavie                                                                 | Yougoslavie                                                                 |                                                                             |                                                                             |                                                                             |                                                                             |                                                                             | 10e                                                                         |                                                             |                                                             |                                                             |                                                             |                                                             |                                                             | 4e                                                          | 11e                                                         | 12e                                                         | 12e                                                         | 10e                                                         | 5e                                                          | 10e                                                         | 7e                                                          | 16e                                                         |                                                             |                                                             | 1er                                                         | 13e                                              | 11    |
| Suède                                      |                                                                             |                                                                             |                                                                             |                                                                             |                                                                             |                                                                             |                                                                             |                                                                             | 10e                                                                         | 9e                                                                          | 7e                                                                          | 10e                                                                         |                                                                             | 5e                                                                          | 11e                                                                         |                                                                             |                                                                             |                                                                             |                                                                             |                                                                             |                                                             |                                                             | 3e                                                          | 12e                                                         | 10e                                                         | 3e                                                          | 8e                                                          | 4e                                                          | 10e                                                         | 8e                                                          | 16e                                                         |                                                             |                                                             | 8e                                                          | 15e                                                         |                                                             | 15e                                                         |                                                             |                                                  | 18    |
| Suisse                                     |                                                                             |                                                                             |                                                                             | 12e                                                                         |                                                                             |                                                                             |                                                                             |                                                                             |                                                                             |                                                                             |                                                                             |                                                                             |                                                                             |                                                                             |                                                                             |                                                                             |                                                                             |                                                                             |                                                                             |                                                                             |                                                             |                                                             |                                                             |                                                             |                                                             |                                                             |                                                             |                                                             |                                                             |                                                             |                                                             |                                                             |                                                             |                                                             |                                                             |                                                             |                                                             |                                                             |                                                  | 1     |
| Tchécoslovaquie                            | 3e                                                                          | 2e                                                                          | 7e                                                                          | 2e                                                                          |                                                                             | 1er                                                                         | 3e                                                                          | 3e                                                                          | 5e                                                                          | 1er                                                                         | 3e                                                                          | 11e                                                                         | 2e                                                                          | 4e                                                                          | 6e                                                                          | Disparu, remplacé par la République tchèque et la Slovaquie                 | Disparu, remplacé par la République tchèque et la Slovaquie                 | Disparu, remplacé par la République tchèque et la Slovaquie                 | Disparu, remplacé par la République tchèque et la Slovaquie                 | Disparu, remplacé par la République tchèque et la Slovaquie                 | Disparu, remplacé par la République tchèque et la Slovaquie | Disparu, remplacé par la République tchèque et la Slovaquie | Disparu, remplacé par la République tchèque et la Slovaquie | Disparu, remplacé par la République tchèque et la Slovaquie | Disparu, remplacé par la République tchèque et la Slovaquie | Disparu, remplacé par la République tchèque et la Slovaquie | Disparu, remplacé par la République tchèque et la Slovaquie | Disparu, remplacé par la République tchèque et la Slovaquie | Disparu, remplacé par la République tchèque et la Slovaquie | Disparu, remplacé par la République tchèque et la Slovaquie | Disparu, remplacé par la République tchèque et la Slovaquie | Disparu, remplacé par la République tchèque et la Slovaquie | Disparu, remplacé par la République tchèque et la Slovaquie | Disparu, remplacé par la République tchèque et la Slovaquie | Disparu, remplacé par la République tchèque et la Slovaquie | Disparu, remplacé par la République tchèque et la Slovaquie | Disparu, remplacé par la République tchèque et la Slovaquie | Disparu, remplacé par la République tchèque et la Slovaquie |                                                  | 18    |
| Turquie                                    |                                                                             |                                                                             |                                                                             |                                                                             |                                                                             |                                                                             |                                                                             |                                                                             |                                                                             |                                                                             |                                                                             |                                                                             |                                                                             |                                                                             |                                                                             |                                                                             |                                                                             | 9e                                                                          |                                                                             |                                                                             | 6e                                                          | 10e                                                         | 10e                                                         | 11e                                                         | 9e                                                          | 13e                                                         | 10e                                                         | 7e                                                          |                                                             | 7e                                                          | 15e                                                         |                                                             | 8e                                                          | 15e                                                         |                                                             |                                                             | 10e                                                         | 6e                                                          | 12e                                              | 16    |
| Ukraine                                    | Union soviétique puis CEI en 1992                                           | Union soviétique puis CEI en 1992                                           | Union soviétique puis CEI en 1992                                           | Union soviétique puis CEI en 1992                                           | Union soviétique puis CEI en 1992                                           | Union soviétique puis CEI en 1992                                           | Union soviétique puis CEI en 1992                                           | Union soviétique puis CEI en 1992                                           | Union soviétique puis CEI en 1992                                           | Union soviétique puis CEI en 1992                                           | Union soviétique puis CEI en 1992                                           | Union soviétique puis CEI en 1992                                           | Union soviétique puis CEI en 1992                                           | Union soviétique puis CEI en 1992                                           | Union soviétique puis CEI en 1992                                           |                                                                             | 12e                                                                         |                                                                             |                                                                             |                                                                             | 7e                                                          |                                                             |                                                             | 5e                                                          | 11e                                                         | 8e                                                          | 7e                                                          | 15e                                                         | 6e                                                          |                                                             |                                                             |                                                             |                                                             |                                                             |                                                             |                                                             |                                                             |                                                             |                                                  | 8     |
| Union soviétique                           | 1er                                                                         | 1er                                                                         | 1er                                                                         | 1er                                                                         | 1er                                                                         | 3e                                                                          | 1er                                                                         | 1er                                                                         | 1er                                                                         | 2e                                                                          | 2e                                                                          | 1er                                                                         | 1er                                                                         | 1er                                                                         | Remplacé par le CEI en 1992 puis disparu                                    | Remplacé par le CEI en 1992 puis disparu                                    | Remplacé par le CEI en 1992 puis disparu                                    | Remplacé par le CEI en 1992 puis disparu                                    | Remplacé par le CEI en 1992 puis disparu                                    | Remplacé par le CEI en 1992 puis disparu                                    | Remplacé par le CEI en 1992 puis disparu                    | Remplacé par le CEI en 1992 puis disparu                    | Remplacé par le CEI en 1992 puis disparu                    | Remplacé par le CEI en 1992 puis disparu                    | Remplacé par le CEI en 1992 puis disparu                    | Remplacé par le CEI en 1992 puis disparu                    | Remplacé par le CEI en 1992 puis disparu                    | Remplacé par le CEI en 1992 puis disparu                    | Remplacé par le CEI en 1992 puis disparu                    | Remplacé par le CEI en 1992 puis disparu                    | Remplacé par le CEI en 1992 puis disparu                    | Remplacé par le CEI en 1992 puis disparu                    | Remplacé par le CEI en 1992 puis disparu                    | Remplacé par le CEI en 1992 puis disparu                    | Remplacé par le CEI en 1992 puis disparu                    | Remplacé par le CEI en 1992 puis disparu                    | Remplacé par le CEI en 1992 puis disparu                    | Remplacé par le CEI en 1992 puis disparu                    | Remplacé par le CEI en 1992 puis disparu         | 14    |
| Yougoslavie / Rép. fédérale de Yougoslavie | 2e                                                                          | 3e                                                                          | 3e                                                                          | 5e                                                                          | 2e                                                                          | 7e                                                                          | 4e                                                                          | 4e                                                                          | 6e                                                                          | 4e                                                                          | 1er                                                                         | 2e                                                                          | 3e                                                                          |                                                                             |                                                                             |                                                                             | 9e                                                                          | 5e                                                                          | 9e                                                                          |                                                                             | Disparu                                                     | Disparu                                                     | Disparu                                                     | Disparu                                                     | Disparu                                                     | Disparu                                                     | Disparu                                                     | Disparu                                                     | Disparu                                                     | Disparu                                                     | Disparu                                                     | Disparu                                                     | Disparu                                                     | Disparu                                                     | Disparu                                                     | Disparu                                                     | Disparu                                                     | Disparu                                                     | Disparu                                          | 16    |
| Total                                      | 11                                                                          | 12                                                                          | 11                                                                          | 12                                                                          | 12                                                                          | 12                                                                          | 12                                                                          | 12                                                                          | 12                                                                          | 12                                                                          | 12                                                                          | 12                                                                          | 12                                                                          | 12                                                                          | 11                                                                          | 12                                                                          | 12                                                                          | 12                                                                          | 12                                                                          | 12                                                                          | 12                                                          | 16                                                          | 16                                                          | 16                                                          | 16                                                          | 16                                                          | 16                                                          | 16                                                          | 16                                                          | 16                                                          | 16                                                          | 16                                                          | 16                                                          | 16                                                          | 16                                                          | 16                                                          | 16                                                          | 16                                                          | 16                                               |       |

Légende : en gras le pays organisateur.

## Division B

### Palmarès
| Année | Lieu                           | Finale | Finale | Finale | Petite finale                                                                                              | Petite finale                                                                                              | Petite finale                                                                                              | MVP | |
| Année | Lieu                           | Champion                                                                                                   | Score | Deuxième                                                                                                   | Troisième                                                                                                  | Score | Quatrième                                                                                                  | MVP | |
| ----- | ------------------------------ | --- | --- | --- | --- | --- | --- | --- | --- |
| 2005  | Bihać                          | Biélorussie                                                                                                | 65-46 | Suède | Lettonie                                                                                                   | 53-44 | Estonie | non mis en place                                                                                           | |
| 2006  | Chieti                         | Italie | 63-59 | Ukraine | Croatie | 66-51 | Lettonie                                                                                                   | non mis en place                                                                                           | |
| 2007  | Timișoara                      | Croatie | 70-59 | Roumanie                                                                                                   | Estonie | 66-49 | Lettonie                                                                                                   | non mis en place                                                                                           | |
| 2008  | Skopje                         | Lettonie                                                                                                   | 96-64 | Belgique                                                                                                   | Slovénie                                                                                                   | 80-66 | Grèce | non mis en place                                                                                           | |
| 2009  | Eilat                          | Hongrie | 60-47 | Slovénie                                                                                                   | Allemagne                                                                                                  | 79-62 | Israël | non mis en place                                                                                           | |
| 2010  | Timișoara                      | Roumanie                                                                                                   | 63-61 | Pays-Bas                                                                                                   | Grèce | 52-48 | Biélorussie                                                                                                | non mis en place                                                                                           | |
| 2011  | Miskolc                        | Croatie (2)                                                                                                | 61-49 | Grèce | Lettonie                                                                                                   | 71-64 | Finlande                                                                                                   | non mis en place                                                                                           | |
| 2012  | Strumica                       | Biélorussie (2)                                                                                            | 76-74 | Angleterre                                                                                                 | Portugal                                                                                                   | 68-57 | Hongrie | non mis en place                                                                                           | |
| 2013  | Miskolc                        | Pologne | 60-55 | Belgique                                                                                                   | Lituanie                                                                                                   | 59-56 | Lettonie                                                                                                   | non mis en place                                                                                           | |
| 2014  | Timișoara                      | Hongrie (2)                                                                                                | 58-52 | Estonie | Israël | 71-64 | Lettonie                                                                                                   | non mis en place                                                                                           | |
| 2015  | Bucarest                       | Slovaquie                                                                                                  | 49-45 | Lettonie                                                                                                   | Turquie | 60-49 | Suède | non mis en place                                                                                           | |
| 2016  | Sarajevo                       | Suède | 62-47 | Grèce | Bosnie-Herzégovine                                                                                         | 82-67 | Islande | Melisa Brčaninović                                                                                         | |
| 2017  | Dublin                         | Allemagne                                                                                                  | 67-43 | Irlande | Pologne | 64-50 | Grande-Bretagne                                                                                            | Nyara Sabally                                                                                              | |
| 2018  | Oberwart, Güssing, Fürstenfeld | Lituanie                                                                                                   | 86-71 | Biélorussie                                                                                                | Israël | 63-61 | Turquie | Kseniya Malashka                                                                                           | |
| 2019  | Skopje                         | Finlande                                                                                                   | 63-56 | Grèce | Turquie | 65-57 | Suède | Awak Kuier                                                                                                 | |
| 2020  | Oberwart, Güssing, Fürstenfeld | Tournoi annulé en raison de la pandémie de coronavirus                                                     | Tournoi annulé en raison de la pandémie de coronavirus                                                     | Tournoi annulé en raison de la pandémie de coronavirus                                                     | Tournoi annulé en raison de la pandémie de coronavirus                                                     | Tournoi annulé en raison de la pandémie de coronavirus                                                     | Tournoi annulé en raison de la pandémie de coronavirus                                                     | Tournoi annulé en raison de la pandémie de coronavirus                                                     | Tournoi annulé en raison de la pandémie de coronavirus                                                     |
| 2021  | Oberwart, Güssing              | Tournoi annulé en raison de la pandémie de coronavirus et remplacé par les Challengers européens 2021 (en) | Tournoi annulé en raison de la pandémie de coronavirus et remplacé par les Challengers européens 2021 (en) | Tournoi annulé en raison de la pandémie de coronavirus et remplacé par les Challengers européens 2021 (en) | Tournoi annulé en raison de la pandémie de coronavirus et remplacé par les Challengers européens 2021 (en) | Tournoi annulé en raison de la pandémie de coronavirus et remplacé par les Challengers européens 2021 (en) | Tournoi annulé en raison de la pandémie de coronavirus et remplacé par les Challengers européens 2021 (en) | Tournoi annulé en raison de la pandémie de coronavirus et remplacé par les Challengers européens 2021 (en) | Tournoi annulé en raison de la pandémie de coronavirus et remplacé par les Challengers européens 2021 (en) |
| 2022  | Oberwart, Güssing              | Slovénie                                                                                                   | 59-44 | Portugal                                                                                                   | Serbie | 62-50 | Slovaquie                                                                                                  | Ajša Sivka                                                                                                 | |
| 2023  | Sofia                          | Croatie (3)                                                                                                | 93-66 | Luxembourg                                                                                                 | Grèce | 68-44 | Bosnie-Herzégovine                                                                                         | Faith Ehi Etute                                                                                            | |
| 2024  | Ploiesti                       | | | | | | | | |

### Médailles par pays
Tableau actualisé après le championnat 2023.
| Rang | Nation             | Or | Argent | Bronze | Total |
| ---- | ------------------ | -- | ------ | ------ | ----- |
| 1    | Croatie            | 3  | 0      | 1      | 4     |
| 2    | Biélorussie        | 2  | 1      | 0      | 3     |
| 3    | Hongrie            | 2  | 0      | 0      | 2     |
| 4    | Lettonie           | 1  | 1      | 2      | 4     |
| 5    | Slovénie           | 1  | 1      | 1      | 3     |
| 6    | Roumanie           | 1  | 1      | 0      | 2     |
| 6    | Suède              | 1  | 1      | 0      | 2     |
| 8    | Allemagne          | 1  | 0      | 1      | 2     |
| 8    | Lituanie           | 1  | 0      | 1      | 2     |
| 8    | Pologne            | 1  | 0      | 1      | 2     |
| 11   | Finlande           | 1  | 0      | 0      | 1     |
| 11   | Italie             | 1  | 0      | 0      | 1     |
| 11   | Slovaquie          | 1  | 0      | 0      | 1     |
| 14   | Grèce              | 0  | 3      | 2      | 5     |
| 15   | Belgique           | 0  | 2      | 0      | 2     |
| 16   | Estonie            | 0  | 1      | 1      | 2     |
| 16   | Portugal           | 0  | 1      | 1      | 2     |
| 18   | Angleterre         | 0  | 1      | 0      | 1     |
| 18   | Irlande            | 0  | 1      | 0      | 1     |
| 18   | Luxembourg         | 0  | 1      | 0      | 1     |
| 18   | Pays-Bas           | 0  | 1      | 0      | 1     |
| 18   | Ukraine            | 0  | 1      | 0      | 1     |
| 23   | Israël             | 0  | 0      | 2      | 2     |
| 23   | Turquie            | 0  | 0      | 2      | 2     |
| 25   | Bosnie-Herzégovine | 0  | 0      | 1      | 1     |
| 25   | Serbie             | 0  | 0      | 1      | 1     |

### Détail par pays
| Équipe             | 2005 | 2006 | 2007 | 2008 | 2009 | 2010 | 2011 | 2012 | 2013 | 2014 | 2015 | 2016 | 2017            | 2018            | 2019            | 2022            | 2023            | Total |
| ------------------ | ---- | ---- | ---- | ---- | ---- | ---- | ---- | ---- | ---- | ---- | ---- | ---- | --------------- | --------------- | --------------- | --------------- | --------------- | ----- |
| Albanie            |      |      |      |      |      |      |      |      |      |      | 20e  | 19e  | 22e             | 21e             | 23e             |                 |                 | 5     |
| Allemagne          |      |      |      | 8e   | 3e   | 9e   | 9e   | 8e   | 9e   | 10e  | 5e   | 7e   | 1er             |                 |                 |                 |                 | 12    |
| Angleterre         | 6e   | 13e  | 11e  | 13e  | 12e  | 8e   | 14e  | 2e   |      | 8e   | 11e  | 11e  | Grande-Bretagne | Grande-Bretagne | Grande-Bretagne | Grande-Bretagne | Grande-Bretagne | 11    |
| Autriche           |      |      | 17e  | 14e  |      |      | 15e  | 10e  | 12e  |      |      |      | 16e             | 17e             | 17e             | 14e             | 15e             | 10    |
| Belgique           |      |      | 10e  | 2e   |      |      |      |      | 2e   |      |      |      |                 |                 |                 |                 |                 | 3     |
| Biélorussie        | 1er  |      |      |      |      | 4e   | 6e   | 1er  |      |      | 12e  | 5e   | 6e              | 2e              |                 |                 |                 | 8     |
| Bosnie-Herzégovine | 9e   | 5e   | 13e  | 9e   | 6e   | 16e  |      |      | 5e   | 11e  | 7e   | 3e   |                 |                 |                 |                 | 4e              | 11    |
| Bulgarie           |      |      |      |      |      | 15e  | 12e  | 5e   | 7e   | 7e   | 15e  | 15e  | 9e              | 20e             | 18e             | 8e              | 8e              | 12    |
| Chypre             |      |      |      |      |      |      |      |      |      |      | 19e  |      |                 | 16e             |                 |                 |                 | 2     |
| Croatie            |      | 3e   | 1er  |      | 11e  | 5e   | 1er  |      |      |      |      |      |                 |                 |                 | 5e              | 1er             | 7     |
| Danemark           |      |      | 18e  | 17e  | 9e   | 6e   | 10e  | 6e   | 15e  | 16e  | 8e   | 14e  | 24e             | 13e             | 5e              | 16e             | 14e             | 15    |
| Écosse             |      |      | 16e  | 18e  |      | 18e  |      | 18e  | 17e  |      |      | 16e  | Grande-Bretagne | Grande-Bretagne | Grande-Bretagne | Grande-Bretagne | Grande-Bretagne | 6     |
| Estonie            | 4e   | 6e   | 3e   | 5e   |      | 13e  |      |      | 10e  | 2e   |      | 12e  | 17e             |                 | 16e             | 13e             | 11e             | 12    |
| Finlande           | 5e   | 12e  | 15e  | 16e  | 8e   | 7e   | 4e   | 11e  | 11e  | 5e   | 9e   | 10e  | 10e             | 7e              | 1er             |                 |                 | 15    |
| Géorgie            |      |      |      |      |      |      |      |      |      |      |      |      | 20e             | 24e             |                 |                 |                 | 2     |
| Grande-Bretagne    |      |      |      |      |      |      |      |      |      |      |      |      | 4e              | 10e             | 19e             | 11e             | 12e             | 5     |
| Grèce              |      |      | 8e   | 4e   | 7e   | 3e   | 2e   |      |      |      | 10e  | 2e   |                 | 11e             | 2e              |                 | 3e              | 10    |
| Hongrie            |      |      |      | 7e   | 1er  |      | 5e   | 4e   | 8e   | 1er  |      |      |                 |                 |                 |                 |                 | 6     |
| Irlande            | 12e  | 10e  | 6e   | 11e  |      |      |      |      |      | 13e  | 18e  | 8e   | 2e              |                 | 9e              | 9e              | 6e              | 11    |
| Islande            | 8e   | 11e  |      | 12e  |      |      |      |      |      | 15e  | 17e  | 4e   | 13e             | 19e             | 15e             | 12e             | 7e              | 11    |
| Israël             | 10e  | 8e   | 7e   |      | 4e   | 12e  | 8e   | 13e  | 14e  | 3e   |      |      | 7e              | 3e              |                 |                 |                 | 11    |
| Italie             |      | 1er  |      |      |      |      |      |      |      |      |      |      |                 |                 |                 |                 |                 | 1     |
| Kosovo             |      |      |      |      |      |      |      |      |      |      |      |      |                 | 22e             | 22e             |                 |                 | 2     |
| Lettonie           | 3e   | 4e   | 4e   | 1er  |      |      | 3e   | 9e   | 4e   | 4e   | 2e   |      |                 |                 |                 |                 |                 | 9     |
| Lituanie           |      |      |      |      |      |      |      | 7e   | 3e   |      |      |      |                 | 1er             |                 |                 |                 | 3     |
| Luxembourg         | 13e  |      | 19e  | 15e  |      | 17e  | 13e  |      |      | 14e  | 14e  |      | 18e             | 12e             | 14e             | 10e             | 2e              | 12    |
| Macédoine du Nord  |      | 14e  |      | 19e  |      |      |      | 15e  |      |      |      |      | 21e             |                 | 21e             | 18e             | 16e             | 7     |
| Moldavie           |      |      |      |      |      |      |      |      |      |      |      |      | 23e             |                 |                 |                 |                 | 1     |
| Monténégro         |      |      | 12e  |      |      | 10e  |      | 14e  |      | 6e   |      |      |                 | 18e             |                 |                 |                 | 5     |
| Norvège            |      |      |      |      | 15e  |      | 11e  | 16e  | 18e  |      |      |      | 15e             | 23e             | 20e             | 17e             | 18e             | 9     |
| Pays-Bas           | 14e  |      | 9e   | 6e   | 13e  | 2e   |      |      |      |      |      | 18e  | 11e             | 6e              | 7e              | 6e              | 9e              | 11    |
| Pologne            |      |      |      |      |      |      |      |      | 1er  |      |      | 6e   | 3e              |                 |                 |                 |                 | 3     |
| Portugal           | 7e   | 9e   | 14e  | 10e  | 5e   | 11e  | 7e   | 3e   |      |      |      | 9e   | 5e              | 5e              | 6e              | 2e              |                 | 13    |
| Roumanie           | 15e  | 7e   | 2e   |      | 10e  | 1er  |      |      | 13e  | 12e  | 6e   | 17e  | 8e              | 9e              | 8e              | 7e              | 17e             | 14    |
| Serbie             |      |      |      |      |      |      |      |      |      |      |      |      |                 |                 |                 | 3e              |                 | 1     |
| Slovaquie          |      |      |      |      |      |      |      |      |      |      | 1er  |      | 12e             | 14e             | 10e             | 4e              | 5e              | 6     |
| Slovénie           |      |      | 5e   | 3e   | 2e   |      |      |      |      |      |      |      |                 |                 | 11e             | 1er             |                 | 5     |
| Suède              | 2e   |      |      |      |      |      |      |      |      |      | 4e   | 1er  |                 |                 | 4e              |                 | 13e             | 5     |
| Suisse             |      |      |      | 20e  | 14e  | 14e  | 16e  | 17e  | 16e  | 17e  | 16e  |      | 19e             | 15e             | 12e             |                 |                 | 11    |
| Turquie            |      |      |      |      |      |      |      |      |      |      | 3e   |      |                 | 4e              | 3e              |                 |                 | 3     |
| Ukraine            | 11e  | 2e   |      |      |      |      |      | 12e  | 6e   | 9e   | 13e  | 13e  | 14e             | 8e              | 13e             | 15e             | 10e             | 12    |
| Total              | 15   | 14   | 19   | 20   | 15   | 18   | 16   | 18   | 18   | 17   | 20   | 19   | 24              | 24              | 23              | 18              | 18              |       |

Légende : en gras le pays organisateur.

## Division C

### Palmarès
| Année | Lieu      | Finale | Finale | Finale | Petite finale                                                                                              | Petite finale                                                                                              | Petite finale                                                                                              |
| Année | Lieu      | Champion                                                                                                   | Score | Deuxième                                                                                                   | Troisième                                                                                                  | Score | Quatrième                                                                                                  |
| ----- | --------- | --- | --- | --- | --- | --- | --- |
| 1997  | Malte     | Irlande | 69-58 | Angleterre                                                                                                 | Arménie | 89-78 | Écosse |
| 1999  | Chypre    | Écosse | 67-49 | Andorre | Arménie | 67-62 | Chypre |
| 2001  | Chypre    | Chypre | 67-57 | Luxembourg                                                                                                 | Écosse | 54-45 | Islande |
| 2003  | Islande   | Islande | | Écosse | Andorre | | Malte |
| 2005  | Écosse    | Écosse (2)                                                                                                 | 59-57 | Luxembourg                                                                                                 | Albanie | 72-62 | Malte |
| 2007  | Malte     | Malte | | Andorre | Monaco | | Luxembourg                                                                                                 |
| 2009  | Malte     | Luxembourg                                                                                                 | | Monaco | Malte | | Moldavie                                                                                                   |
| 2013  | Andorre   | Andorre | 51-41 | Malte | Pays de Galles                                                                                             | 66-39 | Gibraltar                                                                                                  |
| 2014  | Andorre   | Chypre (2)                                                                                                 | 67-53 | Malte | Andorre | 56-47 | Gibraltar                                                                                                  |
| 2015  | Gibraltar | Écosse (3)                                                                                                 | | Malte | Pays de Galles                                                                                             | | Andorre |
| 2016  | Géorgie   | Arménie | 66-32 | Géorgie | Malte | 71-63 | Andorre |
| 2017  | Malte     | Chypre (3)                                                                                                 | | Arménie | Malte | | Gibraltar                                                                                                  |
| 2018  | Andorre   | Gibraltar                                                                                                  | 56-49 | Malte | Andorre | 55-41 | Moldavie                                                                                                   |
| 2019  | Andorre   | Arménie (2)                                                                                                | 79-73 | Malte | Géorgie | 72-45 | Andorre |
| 2020  | Andorre   | Tournoi annulé en raison de la pandémie de coronavirus                                                     | Tournoi annulé en raison de la pandémie de coronavirus                                                     | Tournoi annulé en raison de la pandémie de coronavirus                                                     | Tournoi annulé en raison de la pandémie de coronavirus                                                     | Tournoi annulé en raison de la pandémie de coronavirus                                                     | Tournoi annulé en raison de la pandémie de coronavirus                                                     |
| 2021  | Andorre   | Tournoi annulé en raison de la pandémie de coronavirus et remplacé par les Challengers européens 2021 (en) | Tournoi annulé en raison de la pandémie de coronavirus et remplacé par les Challengers européens 2021 (en) | Tournoi annulé en raison de la pandémie de coronavirus et remplacé par les Challengers européens 2021 (en) | Tournoi annulé en raison de la pandémie de coronavirus et remplacé par les Challengers européens 2021 (en) | Tournoi annulé en raison de la pandémie de coronavirus et remplacé par les Challengers européens 2021 (en) | Tournoi annulé en raison de la pandémie de coronavirus et remplacé par les Challengers européens 2021 (en) |
| 2022  | Andorre   | Géorgie | 61-37 | Malte | Albanie | 79-73 | Andorre |
| 2023  | Albanie   | Malte (2)                                                                                                  | 56-47 | Albanie | Arménie | 81-66 | Andorre |
| 2024  | Kosovo    | | | | | | |

### Médailles par pays
Tableau actualisé après le championnat 2023.
| Rang | Nation         | Or | Argent | Bronze | Total |
| ---- | -------------- | -- | ------ | ------ | ----- |
| 1    | Écosse         | 3  | 1      | 1      | 5     |
| 2    | Chypre         | 3  | 0      | 0      | 3     |
| 3    | Malte          | 2  | 6      | 3      | 11    |
| 4    | Arménie        | 2  | 1      | 3      | 6     |
| 5    | Andorre        | 1  | 2      | 3      | 6     |
| 6    | Luxembourg     | 1  | 2      | 0      | 3     |
| 7    | Géorgie        | 1  | 1      | 1      | 3     |
| 8    | Gibraltar      | 1  | 0      | 0      | 1     |
| 8    | Irlande        | 1  | 0      | 0      | 1     |
| 8    | Islande        | 1  | 0      | 0      | 1     |
| 11   | Albanie        | 0  | 1      | 2      | 3     |
| 12   | Monaco         | 0  | 1      | 1      | 2     |
| 13   | Angleterre     | 0  | 1      | 0      | 1     |
| 14   | Pays de Galles | 0  | 0      | 2      | 2     |